# Kelly Willis
Kelly Willis (Annandale, 2 ottobre 1968) è una cantautrice statunitense.

## Biografia
Nel corso della sua carriera Kelly Willis ha accumulato sei ingressi nella Top Country Albums e tre nella Hot Country Songs. Il suo disco What I Deserve, pubblicato nel 1999, è stato accolto da grandi elogi da parte della rivista Rolling Stone.

## Discografia

### Album in studio
- 1990 – Well Travelled Love
- 1991 – Bang Bang
- 1993 – Kelly Willis
- 1999 – What I Deserve
- 2002 – Easy
- 2003 – Happy Holidays
- 2007 – Translated from Love
- 2013 – Cheater's Game (con Bruce Robison)
- 2014 – Our Year (con Bruce Robison)
- 2018 – Back Being Blue

### Raccolte
- 2000 – One More Time: The MCA Recordings

### EP
- 1996 – Fading Fast

### Singoli
- 1990 – I Don't Want to Love You (But I Do)
- 1990 – River of Love
- 1990 – Looking for Someone Like You
- 1991 – Baby Take a Piece of My Heart
- 1991 – The Heart That Love Forgot
- 1991 – Settle for Love
- 1993 – Whatever Way the Wind Blows
- 1993 – Heaven's Just a Sin Away
- 1996 – Fading Fast
- 1998 – Take Me Down
- 1999 – Not Forgotten You
- 2002 – If I Left You
- 2003 – Don't Come the Cowboy with Me Sonny Jim!
- 2007 – Teddy Boys
- 2007 – The More That I'm Around You